# Xyloredo naceli
Xyloredo naceli is een tweekleppigensoort uit de familie van de Pholadidae. De wetenschappelijke naam van de soort is voor het eerst geldig gepubliceerd in 1972 door Turner.